# Maulvi Bazar (stad)
Maulvi Bazar of Moulvibazar is een stad in Bangladesh. De stad is de hoofdstad van het district Moulvibazar. De stad telt ongeveer 41.000 inwoners.